# Kocherpark

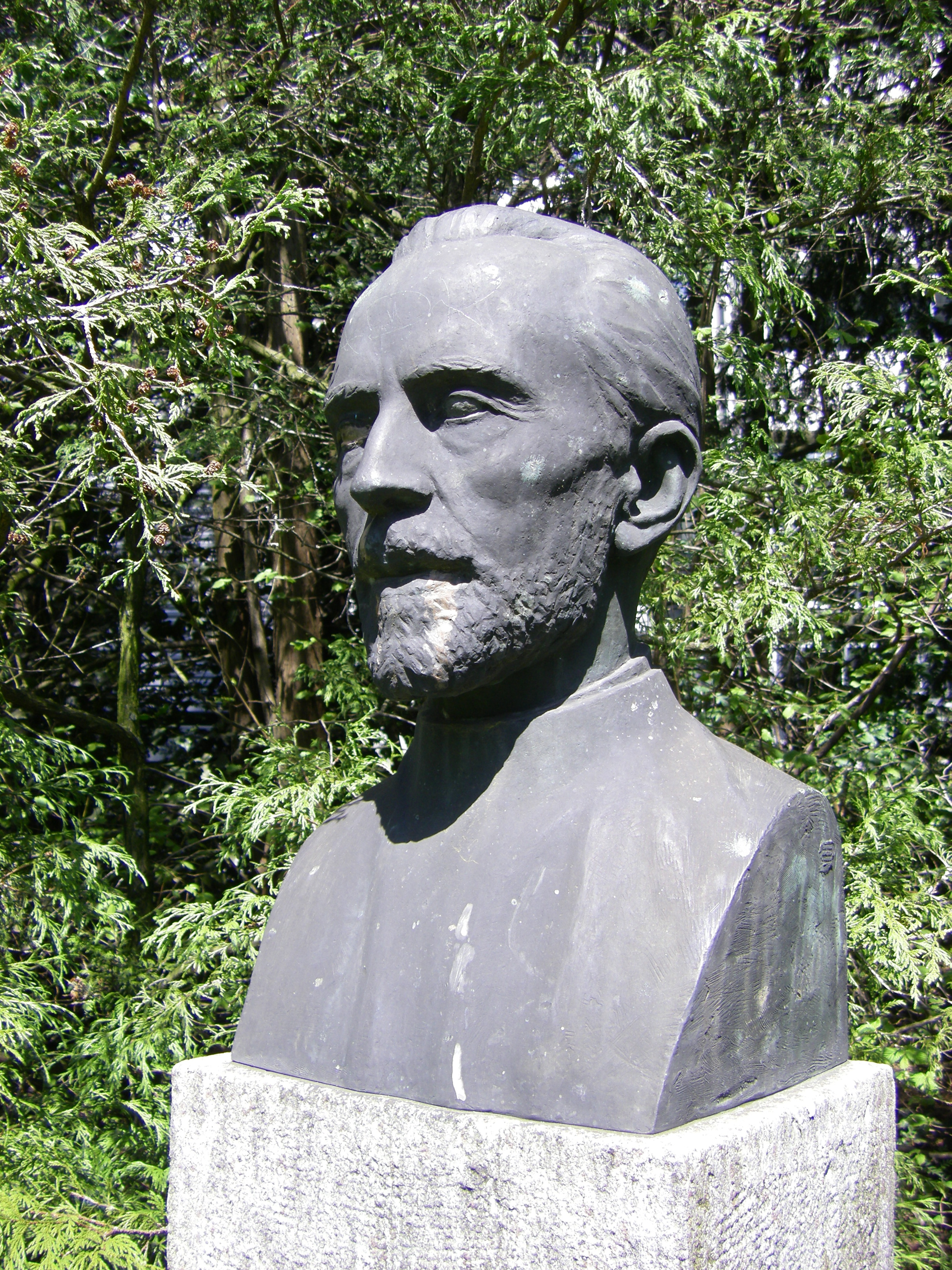
Büste von Emil Theodor Kocher (1944 geschaffen von Max Fueter)

Der Kocherpark ist eine nach dem Nobelpreisträger Theodor Kocher benannte Parkanlage an der Belpstrasse in der Stadt Bern.

## Hintergrund
Er steht auf einem Grundstück, das Albert Kocher, einer der Söhne Theodor Kochers, 1941 testamentarisch der Burgergemeinde Bern vermachte unter der Bedingung, dass darauf ein öffentlich zugänglicher Park unter dem Namen «Theodor-Kocher-Park» errichtet werden solle. Die Burgergemeinde gab 1941 das Grundstück an die Einwohnergemeinde weiter, welche beschloss, das Projekt in diesem Sinne zu verwirklichen und den Park zudem mit einer Bronzebüste des Nobelpreisträgers auszustatten. Am 19. September 1944 konnten der Garten und das vom Bildhauer Max Fueter im Auftrag von Stadt und Burgergemeinde geschaffene Denkmal eingeweiht werden.
Kleinere Ansammlungen von Drogensüchtigen im öffentlichen Raum gab es in Bern bereits in der Mitte der 1970er Jahre. Seit 1982 ging die Polizei gegen die wachsende offene Drogenszene vor. Traf sich diese bis 1985 zunächst auf der Münsterplattform, so wurde sie in den Jahren 1985 bis 1988 in die Markt-, Münster- und Herrengasse abgedrängt. Von 1988 bis 1990 wurden die Treffen in die Kleine Schanze verlegt, wechselten von Ende 1990 bis März 1991 auf die Bundesterrasse und fanden bis zum 31. März 1992 im Kocherpark statt. Am 31. März 1992 verfügte der Gemeinderat die vorübergehende Schliessung der gesamten Parkanlage, die sich binnen eines Jahres zu einem landesweit bekannten Treffpunkt Heroinabhängiger entwickelt hatte. Danach gab es in Bern keine offene Drogenszene mehr, und der Handel verlagerte sich an wechselnde Orte in der Innenstadt.
Seit 2017 wird der Park für öffentliche Veranstaltungen genutzt. So wurde das «Open Air Parkonia» oder ein «Kino im Kocher» angeboten.